# Миријево (Жабари)
Миријево је насеље у Србији у општини Жабари у Браничевском округу. Према попису из 2022. било је 290 становника.

## Демографија
У насељу Миријево живи 406 пунолетних становника, а просечна старост становништва износи 51,1 година (47,8 код мушкараца и 54,0 код жена). У насељу има 178 домаћинстава, а просечан број чланова по домаћинству је 2,66.
Ово насеље је углавном насељено Србима (према попису из 2002. године), а у последња три пописа, примећен је пад у броју становника.
|  |

| Демографија | Демографија | Демографија |
| Година      | Становника  | Становника  |
| ----------- | ----------- | ----------- |
| 1948.       | 1.162       |             |
| 1953.       | 1.170       |             |
| 1961.       | 1.088       |             |
| 1971.       | 1.015       |             |
| 1981.       | 955         |             |
| 1991.       | 874         | 620         |
| 2002.       | 474         | 877         |
| 2011.       | 372         |             |

| Етнички састав према попису из 2002.‍ | Етнички састав према попису из 2002.‍ | Етнички састав према попису из 2002.‍ | Етнички састав према попису из 2002.‍ | Етнички састав према попису из 2002.‍ |
| ------------------------------------ | ------------------------------------ | ------------------------------------ | ------------------------------------ | ------------------------------------ |
|                                      |                                      |                                      |                                      |                                      |
| Срби                                 | Срби                                 |                                      | 376                                  | 79,32%                               |
| Власи                                | Власи                                |                                      | 69                                   | 14,55%                               |
| Румуни                               | Румуни                               |                                      | 11                                   | 2,32%                                |
| Горанци                              | Горанци                              |                                      | 1                                    | 0,21%                                |
| Југословени                          | Југословени                          |                                      | 1                                    | 0,21%                                |
| непознато                            | непознато                            |                                      | 15                                   | 3,16%                                |

| Година пописа     | 1948. | 1953. | 1961. | 1971. | 1981. | 1991. | 2002. |
| ----------------- | ----- | ----- | ----- | ----- | ----- | ----- | ----- |
| Број домаћинстава | 266   | 269   | 275   | 259   | 240   | 213   | 178   |

| Број чланова      | 1  | 2  | 3  | 4  | 5  | 6  | 7 | 8 | 9 | 10 и више | Просек |
| ----------------- | -- | -- | -- | -- | -- | -- | - | - | - | --------- | ------ |
| Број домаћинстава | 48 | 61 | 25 | 11 | 16 | 15 | 1 | 1 | 0 | 0         | 2,66   |

| Пол    | Укупно | Неожењен/Неудата | Ожењен/Удата | Удовац/Удовица | Разведен/Разведена | Непознато |
| ------ | ------ | ---------------- | ------------ | -------------- | ------------------ | --------- |
| Мушки  | 191    | 30               | 143          | 13             | 5                  | 0         |
| Женски | 227    | 20               | 142          | 61             | 3                  | 1         |
| УКУПНО | 418    | 50               | 285          | 74             | 8                  | 1         |

| Пол    | Укупно                    | Пољопривреда, лов и шумарство | Рибарство                            | Вађење руде и камена | Прерађивачка индустрија       |
| ------ | ------------------------- | ----------------------------- | ------------------------------------ | -------------------- | ----------------------------- |
| Мушки  | 124                       | 116                           | 0                                    | 0                    | 1                             |
| Женски | 107                       | 103                           | 0                                    | 0                    | 0                             |
| УКУПНО | 231                       | 219                           | 0                                    | 0                    | 1                             |
| Пол    | Производња и снабдевање   | Грађевинарство                | Трговина                             | Хотели и ресторани   | Саобраћај, складиштење и везе |
| Мушки  | 0                         | 0                             | 2                                    | 0                    | 1                             |
| Женски | 0                         | 0                             | 1                                    | 0                    | 0                             |
| УКУПНО | 0                         | 0                             | 3                                    | 0                    | 1                             |
| Пол    | Финансијско посредовање   | Некретнине                    | Државна управа и одбрана             | Образовање           | Здравствени и социјални рад   |
| Мушки  | 0                         | 0                             | 1                                    | 1                    | 0                             |
| Женски | 0                         | 0                             | 0                                    | 2                    | 1                             |
| УКУПНО | 0                         | 0                             | 1                                    | 3                    | 1                             |
| Пол    | Остале услужне активности | Приватна домаћинства          | Екстериторијалне организације и тела | Непознато            | Непознато                     |
| Мушки  | 0                         | 0                             | 0                                    | 2                    | 2                             |
| Женски | 0                         | 0                             | 0                                    | 0                    | 0                             |
| УКУПНО | 0                         | 0                             | 0                                    | 2                    | 2                             |